# 亭姆那 (科罗拉多州)
亭姆那（英語：Timnath），是美国科罗拉多州拉里默尔县下属的一座城市。建市于1920年7月6日，面积大约为4.845平方英里（12.549平方公里）。根据2010年美国人口普查，该市有人口625人。2011年估计该市有人口638人，相比2010年人口增长率为2.08%。同时，论人口该市是科罗拉多州第180大城市。